# Asa Butterfield
Asa Bopp Farr Butterfield (/ˈeɪzə/ AY-zə; sinh ngày 1 tháng 4 năm 1997) là một nam diễn viên người Anh. Anh bắt đầu sự nghiệp diễn xuất của mình khi mới chín tuổi trong bộ phim truyền hình After Thomas (2006) và phim hài Son of Rambow (2007), trong đó anh nhận được đề cử giải thưởng British Independent Film Award và giải thưởng London Film Critics Circle cho nghệ sĩ trẻ người Anh của năm ở tuổi 11. Anh được biết đến là nhân vật chính trong phim The Boy in the Striped Pyjamas (2008).
Với vai diễn Hugo Cabret trong bộ phim Hugo (2011) của Martin Scorsese, Butterfield đã nhận được nhiều lời khen ngợi và đã nhận được giải Young Hollywood Award cho diễn viên có diễn xuất đột phá và được đề cử giải Critics 'Choice Movie cho Nghệ sĩ trẻ xuất sắc nhất và Giải Empire Award cho nam diễn viên mới xuất sắc nhất. Trong số những giải thưởng khác, anh cũng được biết đến với vai diễn Ender Wiggin trong bộ phim chuyển thể năm 2013 của cuốn tiểu thuyết khoa học viễn tưởng Ender's Game của Orson Scott Card. Anh được đề cử giải Phim độc lập Anh cho Nam diễn viên chính xuất sắc nhất cho vai Nathan Ellis trong bộ phim X + Y (2014) của Morgan Matthews. Anh tiếp tục đóng vai Jake trong Mái ấm lạ kỳ của cô Peregrine (2016) và Gardner Elliot, nhân vật chính trong The Space Between Us (2017). Anh cũng đóng vai chính trong The House of Tomorrow, công chiếu tại Liên hoan phim quốc tế San Francisco năm 2017.

## Phim tham gia

### Phim
| Năm  | Tên phim                                    | Vai                  | Ghi chú                                |
| ---- | ------------------------------------------- | -------------------- | -------------------------------------- |
| 2007 | Son of Rambow                               | Brethren Boy         |                                        |
| 2008 | The Boy in the Striped Pyjamas              | Bruno                |                                        |
| 2010 | The Wolfman                                 | Younger Ben Talbot   |                                        |
| 2010 | Nanny McPhee and the Big Bang               | Norman Green         |                                        |
| 2011 | Hugo                                        | Hugo Cabret          |                                        |
| 2013 | Ender's Game                                | Ender Wiggin         |                                        |
| 2014 | X+Y                                         | Nathan Ellis         | Còn được gọi là A Brilliant Young Mind |
| 2015 | Ten Thousand Saints                         | Jude Keffy-Horn      |                                        |
| 2016 | Miss Peregrine's Home for Peculiar Children | Jacob "Jake" Portman |                                        |
| 2017 | The Space Between Us                        | Gardner Elliot       | Hoàn Thành                             |
| 2017 | The House of Tomorrow                       | Sebastian            |                                        |
| 2017 | Journey's End                               | Jimmy Raleigh        | Hoàn thành                             |
| 2018 | Departures                                  | Calvin               | Hoàn Thành                             |

### Phim truyền hình
| Năm     | Tên phim                 | Vai                     | Ghi chú và giải thưởng |
| ------- | ------------------------ | ----------------------- | ---------------------- |
| 2006    | After Thomas             | Andrew                  | Phim truyền hình       |
| 2008    | Ashes to Ashes           | Donny                   | Tập #1.6               |
| 2008–09 | Merlin                   | Mordred                 | 3 tập                  |
| 2017    | Thunderbirds Are Go      | Space Controller Conrad | 1 tập                  |
| 2019    | Sex Education            | Otis                    | 8 tập                  |
| 2020    | Sex Education (Season 2) | Otis                    | 8 tập                  |
| 2021    | Sex Education (Season 3) | Otis                    | 8 tập                  |

## Giải thưởng
| Năm  | Kết quả   | Giải thưởng                        | Thể loại                                                 | Công việc                      |
| ---- | --------- | ---------------------------------- | -------------------------------------------------------- | ------------------------------ |
| 2008 | Đề cử     | British Independent Film Award     | Most Promising Newcomer                                  | The Boy in the Striped Pyjamas |
| 2009 | Đề cử     | NSPCC Award Bản mẫu:Check          | Young British Performer of the Year                      | The Boy in the Striped Pyjamas |
| 2011 | Đoạt giải | Las Vegas Film Critics Society     | Best Youth in Film                                       | Hugo                           |
| 2012 | Đề cử     | Empire Awards                      | Best Male Newcomer                                       | Hugo                           |
| 2012 | Đề cử     | Broadcast Film Critics Association | Best Young Actor/Actress                                 | Hugo                           |
| 2012 | Đề cử     | Young Artist Award                 | Best Performance in a Feature Film – Leading Young Actor | Hugo                           |
| 2012 | Đề cử     | Saturn Awards                      | Best Performance by a Younger Actor                      | Hugo                           |
| 2014 | Đề cử     | Saturn Awards                      | Best Performance by a Younger Actor                      | Ender's Game                   |
| 2014 | Đề cử     | British Independent Film Awards    | Best Actor                                               | X+Y aka A Brilliant Young Mind |